# De sur a norte
De sur a norte es el nombre del segundo álbum de estudio, del dúo patagónico chileno Los Vásquez. Fue lanzado el 21 de diciembre de 2013 en Chile y fue distribuido por la discográfica Sello Sur. Mezcla ritmos latinos como la cumbia, balada romántica, ranchera, reguetón entre otros con letras que hablan del amor y desamor.

## Antecedentes y promoción
El disco fue grabado y editado de manera independiente en el estudio de Los Vásquez, bajo la producción de Enzo Vásquez, sus primeros sencillos para la promoción del álbum fueron «Enamorado» y «¿Dónde está tu amor?», posteriormente a fines de 2013 publicaron su tercer sencillo con sonidos de cumbia «Vuela que vuela» y luego para el romance el cuarto sencillo Olvídalo, lanzado en 2014, siendo seguido por los singles Mi amante y Me vuelvo loco. Además en 2015 como séptimo sencillo lanzaron el tema Discúlpame.
Desde su lanzamiento, el álbum se certificó con “Quíntuple disco de Platino” en Chile.
Finalmente el 1 de febrero de 2016, el dúo publicó su octavo y último sencillo del disco De sur a norte titulado Rosalinda Huaquipan.

## Lista de canciones
Todas las canciones escritas y compuestas por Italo y Enzo Vázquez. 
| N.º   | Título                 | Duración |  |
| 1.    | «¿Dónde está tu amor?» | 3:14     |  |
| 2.    | «Siento»               | 3:17     |  |
| 3.    | «Enamorado»            | 4:04     |  |
| 4.    | «Vuela que vuela»      | 3:15     |  |
| 5.    | «Discúlpame»           | 3:44     |  |
| 6.    | «Olvídalo»             | 3:33     |  |
| 7.    | «Vamos a la fiesta»    | 3:05     |  |
| 8.    | «Me vuelvo loco»       | 2:58     |  |
| 9.    | «Cumplimos otro año»   | 4:32     |  |
| 10.   | «Rosalinda Huaiquipan» | 2:42     |  |
| 11.   | «Mi amante»            | 3:15     |  |
| 12.   | «Quisiera»             | 3:12     |  |
| 13.   | «Basta»                | 3:37     |  |
| 44:03 |                        |          |  |

## Certificaciones
| País (organismo certificador) | Certificación | Unidades certificadas |
| ----------------------------- | ------------- | --------------------- |
| Chile (IFPI CHILE)            | 5x Platino    | 60 000                |

## Posiciones en la lista
| Listas (2014)          | Mejor posición |
| ---------------------- | -------------- |
| Chile (Monitor Latino) | 2              |

## Sencillos
Nueve sencillos se desprendieron de éste haciendo que el disco se mantuviera constantemente en promoción radial en Chile, América Latina y Estados Unidos. 
- Enamorado[10]
- ¿Dónde está tu amor?[11]
- Vuela que vuela
- Olvídalo[12]
- Mi amante[13]
- Me vuelvo loco[14]
- Rosalinda Huaiquipan
- Siento
- Discúlpame

### Otros sencillos
Además de los sencillos oficiales, otras canciones también tuvieron rotación en las radios. 
- Basta[15]

## Músicos

### Los Vásquez
- Ítalo Vásquez: Voz y guitarra.
- Enzo Vásquez: Voz, acordeón y teclados.

### Músicos de apoyo
- José "Chino" Melián: Batería, timbales y bongó.
- Juan "Bata" Calderón: Congas y accesorios.
- Ángel López: Guitarras.
- Yerson Zumelzu: Bajo.
- Nelson Balboa: Teclados.
- Ronald Guerra: Trompetas.
- Gerardo Godoy: Güiro.
- Gonzalo Tapia: Cencerro.
- Santiago de la Cruz: Coros.

### Producción
- Grabación, mezcla y masterización: Enzo Vásquez.
- Arreglos musicales: Enzo e Italo Vásquez.